# Olympische Winterspiele 1928/Teilnehmer (Japan)
| Gelbes Symbol für Goldmedaillen mit stilisierten Olympischen Ringen | Graues Symbol für Silbermedaillen mit stilisierten Olympischen Ringen | Braundes Symbol für Bronzemedaillen mit stilisierten Olympischen Ringen |
| ------------------------------------------------------------------- | --------------------------------------------------------------------- | ----------------------------------------------------------------------- |
| —                                                                   | —                                                                     | —                                                                       |

Japan nahm an den II. Olympischen Winterspielen 1928 in St. Moritz mit einer Delegation von 6 Athleten teil. Sie nahmen ausschließlich bei den Skiwettbewerben teil.
| Ski Nordisch | Asō Takeharu     | 50-km-Langlauf        | dnf |                            |
| Ski Nordisch | Ban Motohiko     | Spezialsprunglauf     | 38  | stürzte beim ersten Sprung |
| Ski Nordisch | Nagata Minoru    | 18-km-Langlauf        | 32  |                            |
| Ski Nordisch | Nagata Minoru    | 50-km-Langlauf        | 24  |                            |
| Ski Nordisch | Takefushi Sakuta | 18-km-Langlauf        | 31  |                            |
| Ski Nordisch | Takefushi Sakuta | 50-km-Langlauf        | 26  |                            |
| Ski Nordisch | Takefushi Sakuta | Nordische Kombination | dnf |                            |
| Ski Nordisch | Takahashi Subaru | 18-km-Langlauf        | 37  |                            |
| Ski Nordisch | Takahashi Subaru | 50-km-Langlauf        | 25  |                            |
| Ski Nordisch | Yazawa Takeo     | 18-km-Langlauf        | 27  |                            |